# Mele (Vanuatu)
Mele – miasto na Vanuatu, położone w prowincji Shefa, na wyspie Efate. Według danych szacunkowych na rok 2010 liczy 2 484 mieszkańców.